# Staat van de Unie

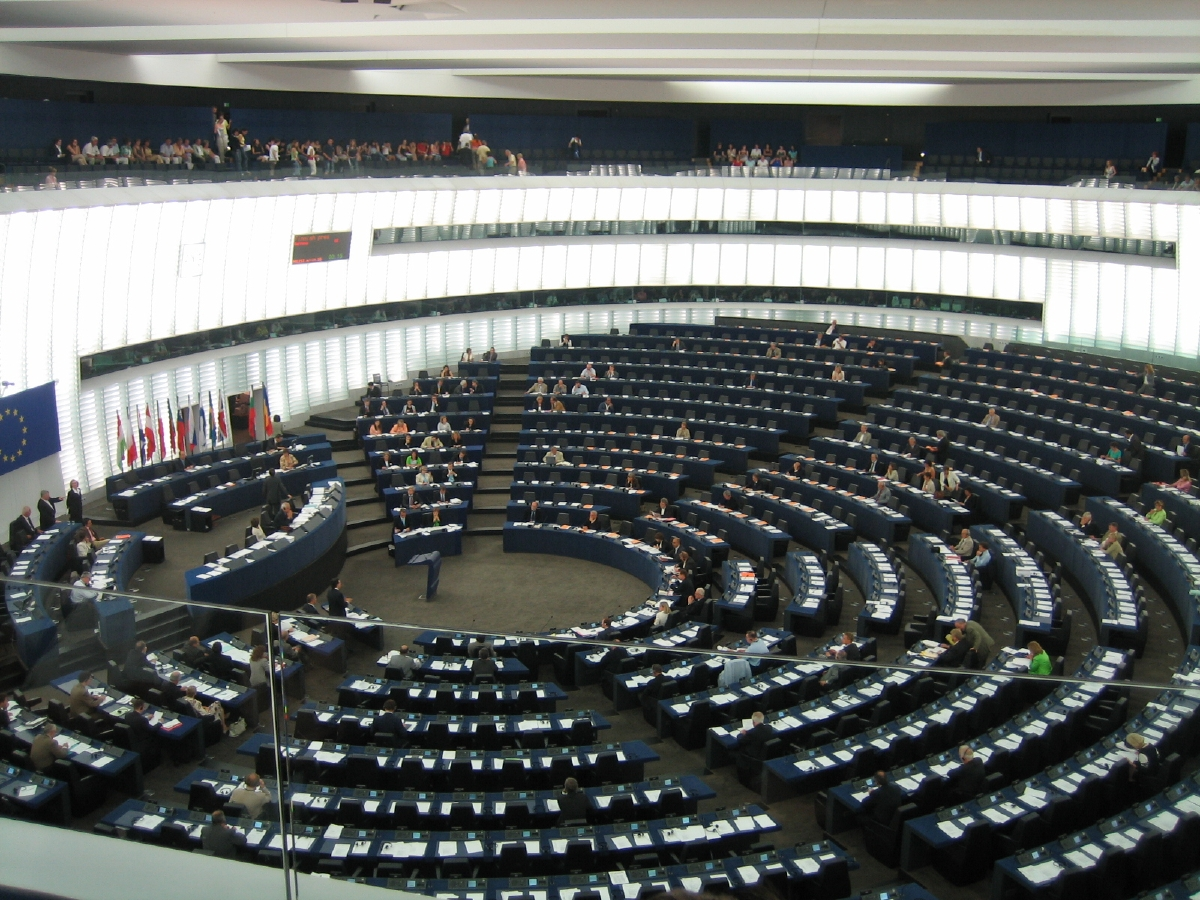
Europees Parlement

De Staat van de Unie-toespraak is de jaarlijkse toespraak van de voorzitter van de Europese Commissie ten overstaan van de plenaire sessie van het Europees Parlement. De instelling van de Staat van de Unie-toespraak is geregeld in het Kaderakkoord over de betrekkingen tussen het Europees Parlement en de Europese Commissie uit 2010 en is gemodelleerd naar de State of the Union van de Verenigde Staten. Het beoogde doel is om de politiek van de Europese Unie democratischer en transparanter te maken dan zij voorheen was. De toespraak wordt gevolgd door een algemeen debat over de politieke toestand van de Europese Unie, het zogenoemde Staat van de Unie-debat.
De eerste Staat van de Unie-toespraak werd in september 2010 gehouden door voorzitter José Manuel Barroso.